# Origny-le-Sec
Origny-le-Sec é uma comuna francesa na região administrativa de Grande Leste, no departamento de Aube. Estende-se por uma área de 16,31 km². Em 2010 a comuna tinha 610 habitantes (densidade: 37,4 hab./km²).